# 和泉市立南横山小学校
和泉市立南横山小学校（いずみしりつ みなみよこやましょうがっこう）は、かつて大阪府和泉市にあった公立小学校。

## 概要
市内を南北に流れる槇尾川上流域の横山谷に位置し、旧南横山村を校区としていた。児童数は1977年（昭和52年）の136名をピークに減少を続け、2006年（平成18年）には58名まで落ち込んだ。2006年度には市内で唯一となる小規模特認校制度が導入され、その後は増加に転じ、2017年（平成29年）には94名、2024年（令和6年）5月1日現在では108名となった。それでも、市内の小学校の中では最も少ない人数であった。制度導入当初は地元の児童が多数を占めていたが、南横山地区の少子化や校区外からの通学希望者の増加により、2017年には地元児童27名に対し、特認校制度による児童が67名を占めるなど、構成比に大きな変化が生じていた。

## 沿革

### 略歴
明治維新後、日本では近代的な教育制度が導入され、各地に小学校が設立された。堺県では、村々を単位として学区が編成され、それぞれの学区に郷学校本校とその出張所（分校）が設置された。
横山谷の村々は春木川村、久井村、若樫村とともに第十三区に属し、小野田村、父鬼村、内畑村、春木川村には郷学校分校が設置された。

南横山小学校の前身は、久井村にあった入道小学校（旧和泉市立南松尾小学校の前身）の分校として、現在の大野町に建てられていた。父鬼・大野・春木川地区の1・2年生が通学し、3年生以上は入道小学校で学習していた。1887年には入道小学校から独立し、修養尋常小学校として開校した。

### 小中一貫校への再編
地域における人口減少とそれに伴う児童数の減少を背景に、学校の数や配置を見直す取り組みが検討され、その一環として施設一体型小中一貫校の導入が進められた。これにより、和泉市立横山小学校および和泉市立槇尾中学校と統合されることとなり、2025年3月をもって閉校、創立から138年にわたる歴史に幕を下ろした。なお、児童は新設される和泉市立槇尾学園に通学することとなった。

### 跡地利用
従来の南横山小学校は、周囲に緑豊かな森林が広がり、夏には蛍が舞う清流・父鬼川が流れるなど、自然環境に恵まれていた。大阪府内でも唯一、校地内に学校林を有し、植物や昆虫の観察が行われていた。また、夏には校区内を流れる父鬼川での川遊びや水生昆虫の観察など、自然を生かした教育活動が行われていた。1979年（昭和54年）には、文部省からへき地教育研修指定校に指定されたことを契機に、地域学習の一環として「炭焼き体験学習」が始まった。こうした自然環境の中で築かれてきた歴史と伝統を、体験を通して実感することで、「知・徳・体」の調和がとれた、主体性と創造性に富む心豊かな児童の育成が進められてきた。

こうした教育方針は、新たに設立された槇尾学園にも引き継がれ、校地の一部はサテライト学習拠点として活用されることとなった。

### 年表
- 1887年（明治20年）04月 - 修養尋常小学校設立。
- 1888年（明治21年）04月 - 修養簡易小学校と改称。
- 1889年（明治22年）04月 - 南横山村の成立により春木川を分離[11]。
- 1900年（明治33年）10月 - 南横山尋常小学校と改称。
- 1901年（明治34年）04月 - 現在地（父鬼町1506番地）に校舎を建築し、移転[注釈 2]。
- 1901年（明治34年）05月 - 南横山尋常高等小学校と改称。
- 1941年（昭和16年）04月 - 南横山国民学校と改称。
- 1947年（昭和22年）04月 - 南横山村立小学校と改称。
- 1956年（昭和31年）09月 - 和泉市施行に伴い、和泉市立南横山小学校と改称。
- 1979年（昭和54年）04月 - 文部省指定へき地教育研究発表。
- 2006年（平成18年）04月 - 小規模特認校制度開始[12]。
- 2025年（令和07年）03月 - 閉校[13]。
- 2025年（令和07年）04月 - 和泉市立槇尾学園が開校。

※出典が個別に示されていない記述は、学校公式サイト内の「沿革」ページに基づく。

## 教育方針

### 教育目標
みんなで作る楽しい学校

### めざす児童像
- 進んで学び進んで考える子
- 心豊かで思いやりのある子
- 健康で、たくましい子

## 通学区域
- 父鬼町、大野町[15]。
- 特認校制度を希望する市内在住者。

※卒業後は基本的に和泉市立槇尾中学校に進学していた。
※特認校制度で通学していた児童の一部は、地元中学校へ進学する場合もあった。

## 交通
最寄りバス停は、和泉市路線維持バス（父鬼ルート）「南横山小学校前」。
- 和泉中央駅バスターミナル9番乗り場から槇尾山口行き、または父鬼行きに乗車。
- 南横山小学校前バス停下車すぐ。
- 阪和線和泉府中駅より南へ約15キロメートル。
- 南海泉北線和泉中央駅より南へ約10キロメートル。